# Thomas River (Great Kei River)
Der Thomas River oder Thomas Rivier (Afrikaans) ist ein kleiner Fluss in der Provinz Eastern Cape von Südafrika.

## Verlauf
Der Fluss gehört zum südlichen Einzugsgebiet des Great Kei Rivers. Er ist etwa 45 Kilometer lang und schneidet sich tief in die Sandsteindecke im Hinterland der Amathole-Berge ein. In seinem Oberlauf teilt er sich in Big Thomas River und Little Thomas River. Beide Oberläufe entspringen in der Bergkette der Amathole Mountains. Die Mündung liegt in einem relativ dünn besiedelten Landstrich etwa 35 Kilometer östlich von Cathcart unweit der Siedlung Komkulu. Zuvor bildet er ein stark mäandrierendes und tief eingeschnittenes Tal. Die von ihm geschaffenen Geländeformen ermöglichten den Angehörigen der San gute Verstecke. Felszeichnungen sind hier noch auffindbar.
Für die Bewässerung des Farmgebietes südlich von Cathcart hat er große Bedeutung.

## Geschichte
Das Wasser vom Big Thomas River diente seit dem 19. Jahrhundert bis zur Verlegung der Eisenbahntrasse zum Auftanken von Dampflokomotiven in der Station Thomas River.

Seinen Namen erhielt er wie die gleichnamige Eisenbahnstation von einem früheren Missionsangehörigen Thomas Bentley, der durch einen Pfeil bei einer Flussquerung den Tod fand.